# Little Grey (rivière)
La rivière Little Grey (en anglais : Little Grey River) est un cours d’eau aussi connu sous le nom de rivière  Māwheraiti, situé dans la région de la West Coast de l’Île du Sud de la Nouvelle-Zélande.

## Géographie
La rivière Little Grey est un affluent majeur du fleuve Grey / Māwheranui, qu’elle rejoint au niveau de la ville de Ikamatua.
La rivière Little Grey prend naissance dans les collines basses au-dessus de la vallée d’Inangahua. Sa source est à seulement à un kilomètre de la rivière Inangahua. Elle s’écoule vers le sud-ouest, traversant la plaine de ‘Maimai’ et la plaine de ‘Ikamatua’. La route State Highway 7/SH 7 (en) et la ligne de chemin de fer de branche allant de Stillwater à Ngakuwau (en) passent le long de la moitié inférieure de la vallée de la rivière, traversant la rivière deux fois. La rivière a deux affluents importants, la Blackwater et la Snowy, toutes les deux s’écoulant à partir de l’est. Sur les 5 km de la partie inférieure de la berge gauche, il y a des talus extensifs résultant des opérations de (dragage pour extraire l’or (en)) datant de la fin du XIXe siècle et du début du XXe siècle. En 1946, la route nationale et le chemin de fer furent temporairement fermés du fait du creusement du cours en direction de la nouvelle zone d’exploitation dans la vallée de la Blackwater. Ce fut la première et la seule fois qu’un tel évènement survint en Nouvelle-Zélande.